# Feels Like Summer (canción de Childish Gambino)
«Feels Like Summer» es una canción interpretada por el músico y actor Childish Gambino. La grabación fue lanzada inicialmente como un sencillo promocional para publicitar el EP Summer Pack el 11 de julio de 2018, aunque posteriormente una versión extendida de la canción fue incluida en el álbum 3.15.20, esta vez, bajo el título 42.26.
La canción fue lanzada en simultáneo junto con Summertime Magic, siendo ambas partes del EP mencionado anteriormente, el cual fue cargado a servicios de streaming de forma inesperada el 11 de julio.

## Video musical
El video oficial de la canción fue lanzado el 1 de septiembre a través del canal oficial de YouTube de Gambino. El cortometraje animado fue realizado por el artista filadelfiano Justin Richburg, quien ya había llamado la atención del músico con una ilustración que el animador publicó en febrero la cual muestra a personajes como Malcolm X,  Oprah Winfrey, entre otros, jugando a los dados. Dicha ilustración apareció posteriormente en la serie Atlanta, en la cual Gambino es protagonista y creador.
El video musical presenta a Childish Gambino caminando por un vecindario mientras en su camino se encuentra con distintas celebridades negras y raperas realizando distintas actividades, tales como jugando al juego de la soga o patinando en skateboards durante un día veraniego. La animación cuenta con cameos de 63 celebridades distintas, incluyendo a Will Smith, Kodak Black, SZA, unos jóvenes Michael Jackson y Whitney Houston, entre otros.